# Winterhalter Gastronom GmbH
Winterhalter Gastronom GmbH (Винтерхальтер Гастроном ГмбХ)
Фирма Winterhalter была основана в 1947 году Карлом Винтерхальтером в городе Фридрихсхафен на берегу Боденского озера. Изначально это был маленький семейный бизнес по производству электроприборов для ежедневного использования на кухне (электроплиты, печи, жаровни). В 1957 году появилась первая посудомоечная машина GS 60. В 1958 году компания переехала в Меккенбойрен (Meckenbeuren) что в 20 километрах от Фридрисхафена, поскольку там можно было купить участок земли под строительства производства.
С 1960 года Фирма производит только посудомоечное оборудование:
- Подстольные машины с фронтальной загрузкой для мытья: стаканов, посуды, кухонной утвари и столовых приборов, 3D-очков
- Машины купольного типа
- Котломоечные машины
- Туннельные машины с конвейером для коробов
- Туннельные машины с пальчиковым конвейером
- Устройства водоподготовки
- Моющие и ополаскивающие средства
- Средства гигиены на кухне

Три основных производственных фабрики расположены в Меккенбойрене (Германия), Эндинген (Германия), Рюти (Швейцария). Производственных филиалов в Азии у фирмы Winterhalter нет.